# 藤井将浩
藤井 将浩（ふじい たかのり、1992年7月17日 - ）は、競技麻雀のプロ雀士。九州出身。
日本プロ麻雀連盟九州本部所属。団体内の段位は四段。

## 獲得タイトル
- 新人王戦（第30期）[1]